# Marcel & Gijs
Marcel & Gijs is een Nederlands televisieprogramma van Talpa Network, dat in juni 2023 elke werkdag werd uitgezonden op SBS6. Het programma verving, samen met De Oranjezomer, Vandaag Inside gedurende de zomerstop van dat programma. De eerste uitzending trok 611.000 kijkers.
Het programma werd elke werkdag uitgezonden tussen 21.30 en 22.30 uur, gepresenteerd door Gijs Groenteman met Marcel van Roosmalen als vaste gast met onder meer zijn rubriek "Blik van Roosmalen". Groenteman en Van Roosmalen ontvingen iedere uitzending twee gasten en behandelden kijkersvragen.